# Al Fuţaysī
Al Fuţaysī är en ö i Förenade Arabemiraten.   Den ligger i emiratet Abu Dhabi, i den centrala delen av landet, 12 kilometer söder om huvudstaden Abu Dhabi. Arean är 50 kvadratkilometer. Den sträcker sig 9,5 kilometer i nord-sydlig riktning, och 7,7 kilometer i öst-västlig riktning.
Trakten runt Al Fuţaysī är ofruktbar med lite eller ingen växtlighet.